# Parafia św. Maksymiliana Kolbe w Wiartlu
Parafia świętego Maksymiliana Kolbe w Wiartlu – parafia rzymskokatolicka, znajdująca się w diecezji ełckiej, w dekanacie Pisz.